# خوزه لوئیس اولترا
خوزه لوئیس اولترا (انگلیسی: José Luis Oltra؛ زادهٔ ۲۴ مارس ۱۹۶۹) بازیکن فوتبال اهل اسپانیا است.
از باشگاه‌هایی که در آن بازی کرده‌است می‌توان به باشگاه فوتبال سابادل، باشگاه فوتبال الچه، و باشگاه فوتبال لوانته اشاره کرد.